# ادورنرفین
ادورنرفین (به هلندی: Odoornerveen) یک منطقهٔ مسکونی در هلند است که در بورخر-ادورن واقع شده‌است. ادورنرفین ۴۳۶ نفر جمعیت دارد.